# Elêusis (jogo de cartas)
Elêusis é um jogo de cartas em que um jogador, denominado "Deus", "Natureza", "Tao", "Brahma", "Oráculo" ou simplesmente "Carteador", define uma regra secreta para determinar quais cartas podem ser jogadas em seqüência. O carteador, a cada lance, declara se um descarte é legal ou ilegal com base na regra. Por sua vez, os outros jogadores, denominados "espectadores", observam as seqüências de descartes, tentando descobrir a regra secreta, usando raciocínio indutivo, formulando hipóteses gerais e testando-as a cada lance. Por esse motivo, Elêusis é por vezes considerado uma analogia ao método científico.
O jogo foi inventado por Robert Abbott em 1956, à época apenas um jovem estudante da Universidade Harvard, nos Estados Unidos, e foi descrito pela primeira vez num artigo elogioso na coluna "Mathematical Games", já encerrada, de autoria de Martin Gardner na revista Scientific American de junho de 1959, tornando-o mundialmente conhecido. Uma versão revisada, intitulada New Eleusis, apareceu na coluna de julho de 1977. Seu nome deriva de Elêusis, cidade da Grécia onde se antigamente realizavam os Mistérios de Elêusis (também conhecidos como mistérios eleusinos), os ritos de iniciação de maior importância dentre todos os que se celebravam na antiguidade.

## Regras
- são necessários ao menos 4 jogadores. No entanto, acima de 8 jogadores, o jogo pode se tornar muito longo ou caótico;
- usam-se dois baralhos comuns, embaralhados juntos. Às vezes uma rodada pode demorar o suficiente para exigir um terceiro baralho;
- a cada rodada, o carteador deve criar uma nova regra secreta (vide abaixo), que deve ser claramente descrita num pedaço de papel, que é dobrado sem que os outros jogadores possam ler e colocado em lugar visível para posterior confirmação. Antes de começar a rodada, o carteador deve dar uma pista sobre a regra, dizendo, por exemplo, "cores contam mas naipes não" ou "cores não contam", conforme a regra;
- o carteador embaralha as cartas e distribui 14 cartas para cada jogador e nenhuma para si próprio e vira ao acaso uma carta inicial no lado esquerdo da mesa;
- o carteador conta os jogadores, excluindo-se a si mesmo, na direção dos ponteiros do relógio até atingir o valor da carta inicial. O jogador indicado será o primeiro a jogar e os demais seguirão a mesma ordem;
- cada jogador, pela sua vez, escolhe uma carta e mostra-a aos demais jogadores. Se a carta for válida, de acordo com a regra secreta, o carteador dirá "Certa" em voz alta e a carta será colocada em sequência, à direita da última carta jogada. Se a carta for inválida, o carteador dirá "Errada" em voz alta, a carta será colocada em sequência, abaixo da última carta jogada, e o carteador entrega duas cartas do monte para o jogador, como penalidade;
- se um jogador acredita que descobriu a regra secreta, ele poderá propor uma "sequência" de 2 até 4 cartas de uma só vez. Para isso, ele as superpõe na ordem proposta e mostra aos demais jogadores. Se toda a sequência for válida, o carteador dirá "Certas" e as cartas serão colocadas normalmente na sequência, sem superposição. Se uma ou mais cartas na sequência estiverem erradas, o carteador dirá "Errado", sem indicar qual ou quais cartas estão erradas, as cartas serão colocadas juntas, superpostas, abaixo da última carta jogada, e o jogador receberá o dobro de cartas que propôs na sequência, como penalidade;
- se um jogador acredita que não tem nenhuma carta correta, ele pode mostrar todas as suas cartas a todos e dizer "Sem jogo". Se sua afirmação estiver correta, há duas possibilidades: se tiver menos de cinco cartas, suas cartas são retornadas ao monte e a rodada termina; se tiver cinco ou mais cartas, suas cartas são retornadas ao monte e recebe uma nova mão de cartas, contendo quatro a menos do que tinha. Se, por outro lado, sua afirmação estiver errada, o carteador escolhe uma carta válida, coloca-a na sequência de cartas válidas jogadas, e o jogador receberá cinco cartas, como penalidade;
- após 30 cartas jogadas, válidas ou inválidas, os jogadores são eliminados à medida que jogam uma carta ou sequência inválida ou fazem a declaração "Sem jogo" invalidamente. Os jogadores eliminados recebem as cartas de penalidade e mantém suas mãos de cartas até o final da rodada para efeitos de contagem de pontos;
- a rodada termina quando um jogador termine todas as suas cartas ou quando todos os jogadores tenham sido eliminados;
- uma partida completa consiste de tantas rodadas quantos jogadores, cada uma com um jogador no papel de carteador.

## A Regra Secreta
A regra secreta deve referir-se apenas à sequência de cartas válidas jogadas e nunca a circunstâncias externas, tais como a hora do dia, o sexo ou cor do jogador, a posição das suas pernas ou mãos, a sua ordem na sequência de jogadores, etc. Geralmente, a regra se refere apenas à última carta válida jogada mas, naturalmente, jogadores mais experientes podem preferir regras que levem em conta mais cartas, toda a sequência de cartas válidas ou até as cartas inválidas, embora tais regras sejam muito mais difíceis de adivinhar.
Uma das características mais inteligentes do jogo de Elêusis é que a contagem de pontos (vide abaixo) é tal que torna interessante para o carteador inventar uma regra secreta que não seja nem muito difícil nem muito fácil de ser descoberta.
Um exemplo de regra secreta fácil demais é "Jogue uma carta de cor oposta à da última carta." Um exemplo de regra difícil demais seria "Multiplique os valores das três últimas cartas jogadas e divida por 4; se o resto for 0, jogue uma carta vermelha ou uma carta com valor maior que 6; se o resto for 1, jogue uma carta preta ou uma figura; se o resto for 2, jogue uma carta par ou …"
Exemplos de boas regras secretas seriam:
- Se a última carta válida jogada for ímpar, jogue uma carta preta; se for par, jogue uma vermelha.
- Se a última carta válida jogada for preta, jogue uma carta de valor maior ou igual; ser for vermelha, jogue uma carta de valor menor ou igual.
- Jogue uma carta do mesmo valor ou do mesmo naipe da última carta válida jogada.

## Contagem de pontos
- os valores das cartas não é levado em conta;
- o número de cartas em mãos do jogador com mais cartas é chamado de "contagem mais alta";
- a pontuação de cada jogador é obtida subtraindo-se o número de cartas em suas mãos da "contagem mais alta". Consequentemente, o jogador cuja mão de cartas determinou a "contagem mais alta" contará 0 pontos;
- se um jogador terminou a rodada sem cartas, receberá um bônus de 4 pontos para além da sua pontuação;
- a pontuação do carteador será igual à maior pontuação dos jogadores;
- a pontuação final da partida é a soma das pontuações obtidas em cada rodada;
- caso a partida seja interrompida antes que todos os jogadores tenham tido a chance de ser carteador, os jogadores que não tiveram essa chance adicionam 10 pontos às suas pontuações finais, como compensação pelo fato de que os carteadores tendem a obter uma pontuação maior que a média em cada rodada.